# Cyperus tanganyicanus
Cyperus tanganyicanus är en halvgräsart som först beskrevs av Georg Kükenthal, och fick sitt nu gällande namn av Kaare Arnstein Lye. Cyperus tanganyicanus ingår i släktet papyrusar, och familjen halvgräs. Inga underarter finns listade i Catalogue of Life.